# Hypnale zara
Hypnale zara — отруйна змія з роду Горбоноса гадюка родини Гадюкові.

## Опис
Спина від жовтувато-коричневого до темно-коричневого забарвлення, іноді темно-червоного. Два ряди різних овальних або трикутних плям зустрічаються на хребті. Темна смуга простягається від ока до щоки. Черево світліше, ніж спина, іноді попелясто-сірого кольору.

## Спосіб життя
Полюбляє тропічні ліси, плантації на рівнинній місцевості. Пересувається здебільшого по землі, але може заповзати на дерева. Активна вдень. Харчується ящірками, жабами, щурами.
Це яйцеживородна змія. Самиця народжує від 4 до 6 дитинчат.

## Отруйність
Це помірно отруйна змія. На місті укусу виникає пухлина, людина відчуває біль, втім рана загоюється протягом декількох днів.

## Розповсюдження
Це ендемік о.Шрі-Ланка.